# Michał Chadała
Michał Chadała (ur. 15 października 1977 w Świdniku) – polski siatkarz, grający na pozycji przyjmującego, siedmiokrotny mistrz Polski (1997, 1998, 2000, 2001, 2005, 2006, 2007), mistrz Europy i świata juniorów.
Jego starszy o 5 lat brat Maksymilian, również był siatkarzem.
Przed zawodowym graniem w siatkówkę przez o 8 lat trenował pływanie.

## Kariera klubowa
Jest wychowankiem Avii Świdnik. W latach 1995–1997 występował w AZS-ie Yawal Częstochowa, zdobywając brązowy medal mistrzostw Polski w 1996 i mistrzostwo Polski w 1997 i w międzyczasie ukończył w Częstochowie szkołę średnią w Zespole Szkół im. Cypriana Kamila Norwida. W latach 1997–2001 był zawodnikiem Mostostalu Azoty Kędzierzyn-Koźle i wywalczył z tą drużyną mistrzostwo Polski w 1998, 2000 i 2001, wicemistrzostwo Polski w 1999, a także Puchar Polski w 2000 i 2001. Sezon 2001/2002 rozpoczął we włoskiej drużynie Com Cavi Multimedia Napoli, lecz w trakcie sezonu w 2 połowie stycznia powrócił do Polski, do zespołu PZU AZS Olsztyn, w którym grał także w sezonie 2002/2003. W sezonie 2003/2004 ponownie występował w Mostostalu, od 2004 do 2007 reprezentował barwy BOT Skry Bełchatów. W Skrze był zawodnikiem rezerwowym, ale zdobył mistrzostwo Polski w 2005, 2006 i 2007 oraz Puchar Polski w 2005, 2006 i 2007. Karierę zawodniczą zakończył w EnergiaPro Gwardii Wrocław, z którą w sezonie 2007/2008 występował w I lidze. Dalszej kariery siatkarskiej nie mógł kontynuować z powodu kontuzji barku.

### Sukcesy klubowe
Mistrzostwo Polski:
- 1997, 1998, 2000, 2001, 2005, 2006, 2007
- 1999
- 1996

Puchar Polski:
- 2000, 2001, 2005, 2006, 2007

Puchar CEV:
- 2000

## Kariera reprezentacyjna
Z reprezentacją Polski juniorów wywalczył mistrzostwo Europy (1996) i mistrzostwo świata (1997), ponadto na mistrzostwach świata w 1995 zajął ósme miejsce. W reprezentacji seniorskiej debiutował 14 września 1996 w meczu eliminacji mistrzostw Europy ze Słowacją, wystąpił m.in. na mistrzostwach świata w 1998 (17. miejsce) oraz Lidze Światowej w 1998 i 1999 (w obu startach 8. miejsce). Ostatni raz w biało-czerwonych barwach wystąpił 22 grudnia 1999 w towarzyskim spotkaniu z Kanadą. Łącznie w reprezentacji seniorskiej zagrał 53 razy.

### Sukcesy reprezentacyjne
Mistrzostwa Europy Juniorów:
- 1996

Mistrzostwa Świata Juniorów:
- 1997

## Kariera trenerska
Od 2008 był trenerem grup kadetów i juniorów MMKS-u Kędzierzyn-Koźle i następnie ZAKSY Kędzierzyn-Koźle. W 2014 został II trenerem seniorskiego zespołu ZAKSY.

### Sukcesy klubowe
Młoda Liga:
- 2013